# Marvel Cinematic Universe-film
Marvel Cinematic Universe (MCU) filmene er en serie af amerikanske superheltefilm, som er produceret af Marvel Studios baseret på karakterer, der optræder i udgivelser af Marvel Comics. MCU er det fælles univers, hvori alle filmene foregår. Filmene har været i produktion siden 2007, og i den tid har Marvel Studios produceret og udgivet 29 film, med mindst 14 flere i forskellige udviklingsstadier. Universet er den mest indtjenende film franchise nogensinde, efter at have indtjent over 27,4 milliarder dollars på det globale billetkontor. Dette inkluderer Avengers: Endgame, som blev den mest indtjenende film nogensinde på udgivelsestidspunktet.
Kevin Feige har produceret hver film i serien sammen med Avi Arad til de første to udgivelser, Gale Anne Hurd for The Incredible Hulk, Amy Pascal for Spider-Man- filmene, Stephen Broussard for Ant-Man and the Wasp, Jonathan Schwartz for Shang -Chi and the Legend of the Ten Rings, Nate Moore for Eternals og Black Panther: Wakanda Forever, Brad Winderbaum for Thor: Love and Thunder, Eric Carroll for Blade og Ryan Reynolds for Deadpool 3 . Filmene er skrevet og instrueret af en række forskellige individer og har store, ofte ensemble, rollebesætninger.

## Filmene
Marvel Studios udgiver filmene i grupper kaldet "Phases", på dansk "Faser".

### The Infinity Saga
Filmene fra fase et til fase tre er samlet kendt som "The Infinity Saga".
| Film                                | Amerikansk udgivelsesdato | Instruktør(er)          | Manuskript af                                                               | Producer(e)                             |
| Fase et                             | Fase et                   | Fase et                 | Fase et                                                                     | Fase et                                 |
| ----------------------------------- | ------------------------- | ----------------------- | --------------------------------------------------------------------------- | --------------------------------------- |
| Iron Man                            | 2. maj, 2008              | Jon Favreau             | Mark Fergus & Hawk Ostby og Art Marcum & Matt Holloway                      | Avi Arad og Kevin Feige                 |
| The Incredible Hulk                 | 13. juni, 2008            | Louis Leterrier         | Zak Penn                                                                    | Avi Arad, Gale Anne Hurd og Kevin Feige |
| Iron Man 2                          | 7. maj, 2010              | Jon Favreau             | Justin Theroux                                                              | Kevin Feige                             |
| Thor                                | 6. maj, 2011              | Kenneth Branagh         | Ashley Edward Miller & Zack Stentz og Don Payne                             | Kevin Feige                             |
| Captain America: The First Avenger  | 22. juli, 2011            | Joe Johnston            | Christopher Markus & Stephen McFeely                                        | Kevin Feige                             |
| Marvel's The Avengers               | 4. maj, 2012              | Joss Whedon             | Joss Whedon                                                                 | Kevin Feige                             |
| Fase to                             |                           |                         |                                                                             |                                         |
| Iron Man 3                          | 3. maj, 2013              | Shane Black             | Drew Pearce og Shane Black                                                  | Kevin Feige                             |
| Thor: The Dark World                | 8. november, 2013         | Alan Taylor             | Christopher L. Yost og Christopher Markus & Stephen McFeely                 | Kevin Feige                             |
| Captain America: The Winter Soldier | 4. april, 2014            | Anthony og Joe Russo    | Christopher Markus & Stephen McFeely                                        | Kevin Feige                             |
| Guardians of the Galaxy             | 1. august, 2014           | James Gunn              | James Gunn og Nicole Perlman                                                | Kevin Feige                             |
| Avengers: Age of Ultron             | 1. maj, 2015              | Joss Whedon             | Joss Whedon                                                                 | Kevin Feige                             |
| Ant-Man                             | 17. juli, 2015            | Peyton Reed             | Edgar Wright & Joe Cornish og Adam McKay & Paul Rudd                        | Kevin Feige                             |
| Fase tre                            |                           |                         |                                                                             |                                         |
| Captain America: Civil War          | 6. maj, 2016              | Anthony og Joe Russo    | Christopher Markus & Stephen McFeely                                        | Kevin Feige                             |
| Doctor Strange                      | 4. november, 2016         | Scott Derrickson        | Jon Spaihts og Scott Derrickson C. Robert Cargill                           | Kevin Feige                             |
| Guardians of the Galaxy Vol. 2      | 5. maj, 2017              | James Gunn              | James Gunn                                                                  | Kevin Feige                             |
| Spider-Man: Homecoming              | 7. juli, 2017             | Jon Watts               | Jonathan Goldstein & John Francis Daley                                     | Kevin Feige og Amy Pascal               |
| Thor: Ragnarok                      | 3. november, 2017         | Taika Waititi           | Eric Pearson og Craig Kyle & Christopher L. Yost                            | Kevin Feige                             |
| Black Panther                       | 16. februar, 2018         | Ryan Coogler            | Ryan Coogler & Joe Robert Cole                                              | Kevin Feige                             |
| Avengers: Infinity War              | 27. april, 2018           | Anthony og Joe Russo    | Christopher Markus & Stephen McFeely                                        | Kevin Feige                             |
| Ant-Man and the Wasp                | 6. juli, 2018             | Peyton Reed             | Chris McKenna & Erik Sommers og Paul Rudd & Andrew Barrer & Gabriel Ferrari | Kevin Feige og Stephen Broussard        |
| Captain Marvel                      | 8. marts, 2019            | Anna Boden & Ryan Fleck | Anna Boden & Ryan Fleck & Geneva Robertson Dworet                           | Kevin Feige                             |
| Avengers: Endgame                   | 26. april, 2019           | Anthony og Joe Russo    | Christopher Markus & Stephen McFeely                                        | Kevin Feige                             |
| Spider-Man: Far From Home           | 2. juli, 2019             | Jon Watts               | Chris McKenna & Erik Sommers                                                | Kevin Feige og Amy Pascal               |

### The Multiverse Saga
| Film                                        | Amerikansk udgivelsesdato | Instruktør(er)        | Manuskript af                                                         | Producer(e)                      | Status          |
| Fase fire                                   | Fase fire                 | Fase fire             | Fase fire                                                             | Fase fire                        | Fase fire       |
| ------------------------------------------- | ------------------------- | --------------------- | --------------------------------------------------------------------- | -------------------------------- | --------------- |
| Black Widow                                 | 9. juli, 2021             | Cate Shortland        | Eric Pearson                                                          | Kevin Feige                      | Udgivet         |
| Shang-Chi and the Legend of the Ten Rings   | 3. september, 2021        | Destin Daniel Cretton | Dave Callaham & Destin Daniel Cretton & Andrew Lanham                 | Kevin Feige og Jonathan Schwartz | Udgivet         |
| Eternals                                    | 5. november, 2021         | Chloé Zhao            | Chloé Zhao og Chloé Zhao & Patrick Burleigh og Ryan Firpo & Kaz Firpo | Kevin Feige og Nate Moore        | Udgivet         |
| Spider-Man: No Way Home                     | 17. december, 2021        | Jon Watts             | Chris McKenna & Erik Sommer                                           | Kevin Feige og Amy Pascal        | Udgivet         |
| Doctor Strange in the Multiverse of Madness | 6. maj, 2022              | Sam Raimi             | Michael Waldron                                                       | Kevin Feige                      | Udgivet         |
| Thor: Love and Thunder                      | 8. juli, 2022             | Taika Waititi         | Taika Waititi & Jennifer Kaytin Robison                               | Kevin Feige og Brad Winderbaum   | Udgivet         |
| Black Panther: Wakanda Forever              | 11. november, 2011        | Ryan Coogler          | Ryan Coogler & Joe Robert Cole                                        | Kevin feige og Nate Moore        | Post-production |